# Lactobacillus fuchuensis
Lactobacillus fuchuensis è una specie di batterio appartenente alla famiglia delle Lactobacillaceae.